# The Internationals
The Internationals was een Belgische band, opgericht in 1998.

## Geschiedenis
De groep begon als oldschool ska-band met een vintage-geluid doorspekt met calyso-, reggae-, jazz- en Afrikaanse invloeden. Na een anderhalf jaar stilte, was de band in 2011-2012 'artist in residence' in muziekcentrum Trix te Antwerpen.
De meeste van de bandleden zijn (of waren) actief in tal van andere bands waaronder The Seatsniffers, Mambo Chillum, Wizards of Ooze, Skyblaster, El Tattoo del Tigre, Les Messieur, Belgian Afrobeat Association, etc. De groep trad onder meer op te Sjock Festival (2000), Mano Mundo (2002), Couleur Café (2002), Reggae Bel (2003), Dour (2004) en Pukkelpop (2004).
Het release-concert van hun debuutalbum The People Love It in de Ancienne Belgique werd live uitgezonden in het Studio Brussel-programma The Bounce en in 2004 werden ze genomineerd voor de ZAMU-awards.

## Discografie

### Albums
| Album met hitnotering(en) in de Vlaamse Ultratop 200 albums | Datum van verschijnen | Datum van binnenkomst | Hoogste positie | Aantal weken | Opmerkingen |
| ----------------------------------------------------------- | --------------------- | --------------------- | --------------- | ------------ | ----------- |
| With fun-kee-ara-bee                                        | 2002                  | -                     |                 |              |             |
| The people love it                                          | 2003                  | -                     |                 |              |             |
| Wonders of the world                                        | 2006                  | -                     |                 |              |             |
| Mousetrap                                                   | 06-04-2012            | 19-05-2012            | 172             | 1            |             |

### Singles
| Single met hitnotering(en) in de Vlaamse Ultratop 50 | Datum van verschijnen | Datum van binnenkomst | Hoogste positie | Aantal weken | Opmerkingen |
| ---------------------------------------------------- | --------------------- | --------------------- | --------------- | ------------ | ----------- |
| Shoulder                                             | 2012                  | 05-05-2012            | tip46           | -            |             |
| Summer                                               | 2012                  | 21-07-2012            | tip89*          |              |             |

## Trivia
Ook in Nederland bestond er een bandje dat zich The Internationals noemde. Het betrof een damestrio rond de drie Haagse zusjes Crooks dat in 1977 en 1978 zelfs twee Top 40 hitjes scoorde.